# Ieïsk
Ieïsk (en russe : Ейск) est une ville portuaire du kraï de Krasnodar, sur la côte orientale de la mer d'Azov, dans le Sud-Ouest de la Russie. Elle est le centre administratif du raïon Ieïski. Sa population était de 83 127 habitants en 2021.

## Géographie
Ieïsk se trouve au bord de la mer d'Azov, sur une langue de sable qui sépare le golfe de Taganrog du vaste estuaire de la rivière Eïa. Elle est située à 124 km au sud-est de Rostov-sur-le-Don et à 194 km au nord de Krasnodar.
Ieïsk bénéficie d'un climat tempéré aux hivers relativement doux (température moyenne en janvier 4 °C) et des étés chauds (24 °C en juillet). Les précipitations annuelles moyennes s'élèvent à 450 mm.

## Histoire
Le port est fondé en 1848 par le prince Mikhaïl Semionovitch Vorontsov sur ordre du tsar. Le port joue un rôle important dans l'exportation de produits agricoles (blé, laine, etc.). Dans les années 1870, l'ouverture de la ligne de chemin de fer Rostov – Vladikavkaz puis la construction du port de Novorossiisk en 1880 entraînent le déclin du port de commerce de Ieïsk, mais l'activité du port de pêche se développe. L'activité thermale prend son essor au début du XXe siècle. Depuis les années 1930, la ville s'industrialise. Pendant la Seconde Guerre mondiale, elle est occupée par l'Allemagne nazie du 9 août 1942 au 5 février 1943. Elle est libérée par les troupes du front du Nord-Caucase de l'Armée rouge au cours des opérations du Caucase du Nord.
Le 17 octobre 2022, un avion de combat Soukhoï Su-34 s'écrase sur un immeuble d'habitation de neuf étages au cours d'un vol d'entraînement, faisant au moins quinze morts.

## Population
La situation démographique de Ieïsk s'est dégradée au cours des années 1990. En 2001, le solde démographique accusait un déficit de 8,2 pour mille, avec un faible taux de natalité de 7,1 pour mille et un fort taux de mortalité de 15,3 pour mille. Mais contrairement à de nombreuses villes de Russie, la population de la ville a continué d'augmenter régulièrement ces dernières années.
Recensements ou estimations de la population
| 1856   | 1897*  | 1926*  | 1939*  | 1959*  | 1970*  | 1979*  |
| ------ | ------ | ------ | ------ | ------ | ------ | ------ |
| 17 500 | 35 414 | 37 653 | 44 741 | 55 324 | 64 418 | 70 595 |

| 1989*  | 2002*  | 2010*  | 2012   | 2013   | 2014   | 2015   |
| ------ | ------ | ------ | ------ | ------ | ------ | ------ |
| 78 150 | 86 349 | 87 769 | 86 943 | 86 310 | 85 855 | 85 760 |

| 2016   | 2017   | 2018   | 2019   | 2020   | 2021   | - |
| ------ | ------ | ------ | ------ | ------ | ------ | - |
| 85 192 | 84 259 | 83 665 | 83 053 | 83 094 | 83 127 | - |

## Galerie

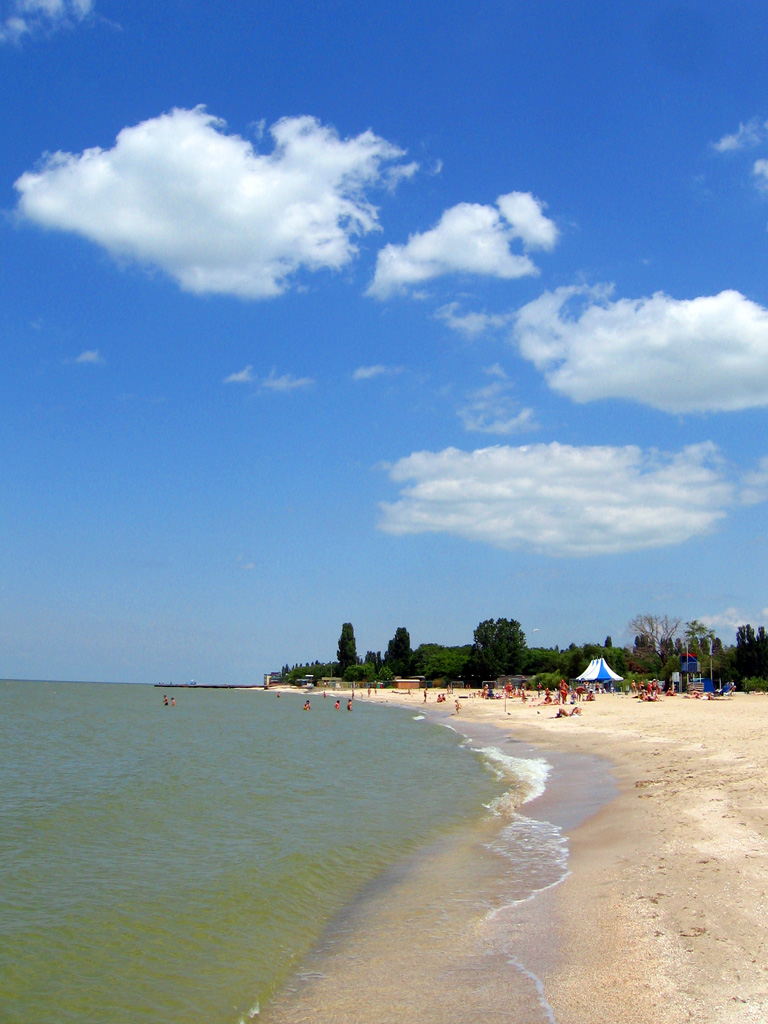
Plage à Ieïsk
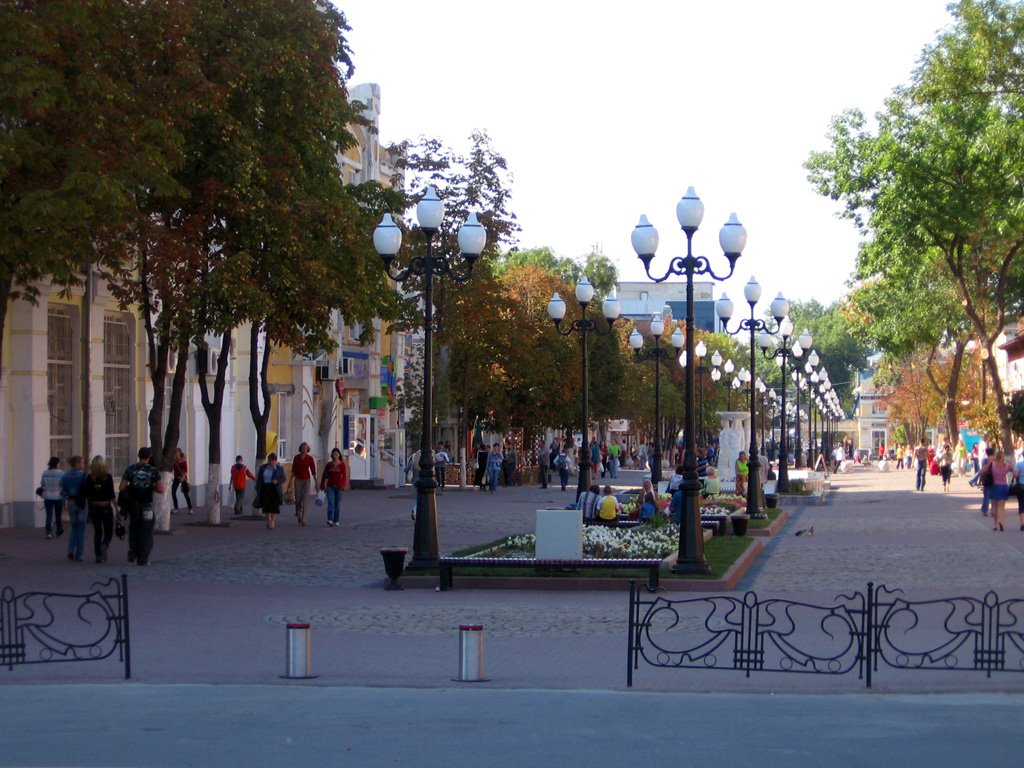
Zone piétonne dans le centre-ville

## Économie
Ieïsk est un port de marchandises sur la mer d'Azov et possède un aéroport. Les principales activités industrielles sont la fabrication de machines d'imprimerie, les chantiers navals et l'agroalimentaire (préparation de poissons) ; fabrication de vêtements, meubles, chaussures, matériaux de construction.
La ville est une station thermale, dont les eaux minérales sont réputées pour leurs vertus médicales. Ieïsk compte trois parcs, un sanatorium, des centres de loisirs, des hôtels et des plages de sable. La saison balnéaire s'étend de mai à septembre.